# Коэн, Стивен
Сти́вен Фрэнд Ко́эн (англ. Stephen Frand Cohen; 25 ноября 1938, Оуэнсборо, Кентукки, США — 18 сентября 2020, Нью-Йорк, США) — американский историк, занимавшийся изучением истории СССР. Эмерит-профессор Принстонского и Нью-Йоркского университетов. Основной темой его работ является развитие Советской России после Октябрьской революции 1917 года, а также её отношения с Соединёнными Штатами.

## Биография
Стивен Коэн родился 25 ноября 1938 года в штате Кентукки. Его дед — еврей-переселенец из Литвы. Высшее образование по специальности «экономика и публичная политика» получил в университете Индианы, который окончил в 1960 году. В 1959 году, проходя курс политики, истории и экономики в Англии, по приглашению друга принял участие в шестинедельной поездке по пяти советским городам. Пребывание в Советском Союзе пробудило у Коэна живой интерес к русской истории. По возвращении в университет Индианы он взялся за изучение истории СССР под руководством советолога Роберта Такера.
Коэн последовал за своим наставником в Колумбийский университет и по его совету избрал в качестве темы своей диссертации политическую биографию Николая Бухарина. В 1968 году была завершена эта диссертация, положенная в основу книги о Бухарине (издана в 1973 году). В 1975 году Коэн получил письмо от сына Бухарина, Юрия Ларина, прочитавшего книгу о своём отце и пригласившего её автора в Советский Союз. После встречи с Коэном Юрий Ларин совместно с журналистом Евгением Гнединым, работавшим в 1930-х годах под началом Бухарина в «Известиях», взялся за русский перевод книги Коэна (под псевдонимами Ю. и Е. Четверговы).
В 1968—1998 годах профессор Принстонского университета.
Коэн являлся другом президента СССР Михаила Горбачёва, был советником американского президента Джорджа Буша-старшего во время распада Советского Союза и встречался с дочерью Сталина Светланой Аллилуевой. В своих исследованиях и заметках Коэн предрекал перестройку; с её началом он подключился к общественной жизни в СССР. В частности, он не только принял участие в инициированной в 1978 году лондонским Фондом мира имени Бертрана Рассела кампании за восстановление доброго имени Бухарина в Советском Союзе, к которой присоединились социалистические и еврокоммунистические партии мира, но и непосредственно содействовал вдове Бухарина Анне Лариной в реабилитации её репрессированного мужа в 1988 году. Входил в американский Совет по международным отношениям.
По своим политическим убеждениям либерал (по европейской классификации — левый). Несмотря на то, что Коэн принадлежал к числу советологов, относившихся к Советской стране с симпатией, в СССР до начала перестройки он считался «антикоммунистом», на международной выставке-ярмарке в Москве в 1979 году экземпляр его книги о Бухарине был конфискован.
С 1998 года преподавал курс «История России после 1917 года» на факультете искусств и наук Нью-Йоркского университета, профессор российских исследований.
Его перу принадлежит ряд книг, включая «Переосмысливая советский опыт: политика и история с 1917 года» (англ. Rethinking the Soviet Experience: Politics and History Since 1917) и «Провал крестового похода. США и трагедия посткоммунистической России» (англ. Failed Crusade: America and the Tragedy of Post-Communist Russia). Широко известно его исследование «Бухарин. Политическая биография. 1888—1938» (англ. Bukharin and the Bolshevik Revolution: A Political Biography, 1888–1938). В этой книге, являющейся исследованием взаимосвязи политической программы Бухарина и исхода внутрипартийной борьбы 1928—1929 годов, автор заочно полемизирует с Исааком Дойчером и Эдуардом Карром, рассматривающими позицию Льва Троцкого в качестве единственной альтернативы сталинизму в СССР. Коэн выдвигает концепцию «бухаринской альтернативы» (состоявшей в расширении внутрипартийной демократии вплоть до политического плюрализма, продолжении новой экономической политики и добровольной коллективизации) сталинскому «великому перелому».
От брака с первой женой, оперной певицей, у Коэна остались сын и дочь. С 1988 года он был женат на Катрине ванден Хювел, главном редакторе известного либерального (левого по европейской классификации) издания The Nation, где часто публиковались его статьи. Имел дочь от этого брака.
Профессор Коэн умер 18 сентября 2020 года в своём доме в Нью-Йорке от рака лёгких.

## Награды
- Стипендия Гуггенхайма (1976 год, 1988 год)[2];
- Орден Дружбы (1 декабря 2008 года, Россия), «за большой вклад в укрепление российско-американского сотрудничества»[3][4];
- Премия «Либерти» за выдающийся вклад в развитие культурных связей между Россией и США, 2011[5].